# Matthew Ebden
Matthew Ebden, född 26 november 1987, är en australisk professionell tennisspelare.

## Karriär
Paul har spelat professionell tennis sedan 2006. Bland hans meriter kan 12 ATP-titlar nämnas. 2024 vann han i australisk öppna i dubbel och 2022 vann han dubbeln i Wimbledom. Vid OS 2024 tog han guld i herrdubbeln tillsammans med John Peers.